# Peppermint Twist
Peppermint Twist is een nummer geschreven door Joey Dee en Henry Glover, opgenomen en uitgebracht door Joey Dee & the Starliters in 1961. Voortbouwend op de twist-dansrage en de nachtclub waar Dee optrad (The Peppermint Lounge), bereikte het nummer begin 1962 de nummer 1-positie in de Amerikaanse Billboard Hot 100. Het verving Chubby Checkers The Twist, het nummer dat de twist-rage aanwakkerde.
Het moet niet worden verward met The Peppermint Twist, een ander nummer geschreven door Danny Lamego, wiens groep Danny Peppermint and the Jumping Jacks er in december 1961 een #54 Billboard-hit mee scoorde. Danny Peppermint trad destijds op in The Peppermint Lounge in Manhattan, waarnaar beide nummers zijn vernoemd, net als Joey Dee and the Starliters, die later de grotere hit scoorden.

## Cover
In 1974 scoorde de Britse band The Sweet een nummer 1-hit in Australië met hun cover van Peppermint Twist.